# Pterartoria arbuscula
Espèce
Synonymes
- Lycosa arbuscula Purcell, 1903

Pterartoria arbuscula est une espèce d'araignées aranéomorphes de la famille des Lycosidae.

## Distribution
Cette espèce est endémique du Cap-du-Nord en Afrique du Sud,.

## Description
Les mâles mesurent de 5 à 6,25 mm et les femelles de 6 à 9 mm.

## Publication originale
- Purcell, 1903 : New Arachnida collected by Mr. S. C. Cronwright Schreiner at Hanover, Cape Colony. Annals of the South African Museum, vol. 3, p. 13-40 (texte intégral).